# شهرستان هوی‌نان
شهرستان هوی‌نان (به چینی: 柳河县) یا هوینام (به کره‌ای: 휘남현) یک شهرستان در چین است که در تابعیت شهر تونگ‌هوا (شهر در سطح ولایت)، استان جی‌لین واقع شده‌است.
شهرستان هوی‌نان ۲٬۲۷۵٫۶۰ کیلومتر مربع مساحت و ۲۳۷٬۱۱۳ نفر جمعیت دارد و ۳۱۶ متر بالاتر از سطح دریا واقع شده‌است.

## تقسیمات اداری
شهرستان هوی‌نان به ۳ ناحیه، ۱۰ شهرک، و ۱ قصبه قومیتی (برای کره‌ای‌ها) تابعه تقسیم شده است. 
- ناحیه چاوهوی (朝辉街道، Cháohuī jiēdào)
- ناحیه دونگ‌فنگ (سیمرغ شرقی) (东凤街道، Dōngfèng jiēdào)
- ناحیه شی‌فنگ (سیمرغ غربی) (西凤街道، Xīfèng jiēdào)

- شهرک توان‌لین (团林镇، Tuánlín zhèn)
- شهرک چاویانگ (朝阳镇، Cháoyáng zhèn)
- شهرک شان‌سونگ‌گانگ (杉松岗镇، Shānsōnggǎng zhèn)
- شهرک شی‌داوهه (石道河镇، Shídàohé zhèn)
- شهرک فومین (抚民镇، Fǔmín zhèn)
- شهرک هوی‌فاچنگ (辉发城镇، Huīfāchéng zhèn)
- شهرک هوی‌نان (辉南镇، Huīnán zhèn)
- شهرک یانگ‌زی‌شاو (样子哨镇، Yàngzǐshào zhèn)
- شهرک چینگ‌یانگ (庆阳镇، Qìngyáng zhèn)

- ‌ قصبه قومیتی کره‌ای لووجیه/روگا (楼街朝鲜族乡، Lóujiē cháoxiǎnzú xiāng)(루가조선족향، Ruga josŏnjok hyang)